# Newry (Pennsylvania)
Newry è una borough degli Stati Uniti d'America, nella contea di Blair nello Stato della Pennsylvania. Secondo il censimento del 2000 la popolazione è di 245 abitanti.

## Società

### Evoluzione demografica
La composizione etnica vede una maggioranza di quella bianca (97,14%), seguita dagli afroamericani (0,82%) dati del 2000.
| borough di Newry Popolazione |     |
| 2000                         | 245 |
| Stima al 2009                | 232 |